# 15031 Lemus
15031 Lemus è un asteroide della fascia principale. Scoperto nel 1998, presenta un'orbita caratterizzata da un semiasse maggiore pari a 2,3599905 UA e da un'eccentricità di 0,1258210, inclinata di 5,44861° rispetto all'eclittica.